# 亞斯曼尼·葛蘭多
亞斯曼尼·葛蘭多（英語：Yasmani Grandal，1988年11月8日—），為美國職棒大聯盟的捕手，目前為自由球員 。他先前曾待過教士、道奇、釀酒人、白襪與海盜等隊。

## 職業生涯

### 辛辛那提紅人
2010年美國職棒大聯盟選秀，紅人隊在第一輪12順位選進葛蘭多。他在該年的8月16日與球隊簽下4年320萬美元的合約。2011年，他慢慢從1A升上了3A。該年球季結束後，他參加了亞利桑那秋季聯盟。

### 聖地牙哥教士

#### 2012年
2011年12月17日，紅人隊用葛蘭多、艾汀森·沃奎茲、Yonder Alonso和布萊德·巴克斯伯格向教士隊交易麥特·拉托斯。當時葛蘭多在球隊的定位是三號捕手。
該年葛蘭多從3A開季，並在6月2日登上大聯盟。他上場接替守備並打了一個打席，隨後隔日被下放回3A。後面他還代表3A球隊參加未來之星明星賽。6月30日，葛蘭多達成他生涯首場先發。他在比賽中先以右打擊出大聯盟首轟，同時也是他的大聯盟首安。下個打席，他用左打再擊出一發全壘打。他也成為史上第一位同時用左右打擊出生涯首安包含兩發全壘打的球員。後來他成為大聯盟繼1900年來第7位生涯前3支安打都是全壘打的球員。該年他的打擊率為2成97，8轟36分打點。
2012年12月7日，他因藥物檢驗呈現陽性而被禁賽50場比賽。葛蘭多沒有選擇上訴而是在2013年球季開始時接受處分。後來2013年1月，葛蘭多和一些棒球選手被認為與生源論抗老化中心棒球醜聞事件有關。

#### 2013–2014年
2013年7月6日，葛蘭多因為膝傷而在比賽中提前離場。後來經過檢查後發現他的前十字韌帶和左膝內側副韌帶都受傷，因此造成他的球季提前結束。該年他僅出賽28場，打擊率僅2成16，1轟9分打點。2014年對於葛蘭多來說是個健康的一年，不過他的打擊率依舊只有2成25。他的進攻能力不算太差，然而他的守備能力還是一個大問號。

### 洛杉磯道奇

#### 2015年
2014年12月18日，教士隊用葛蘭多、Joe Wieland和Zack Eflin向道奇隊交易麥特·坎普和Tim Federowicz，還有現金3200萬美元。
2015年5月7日，葛蘭多擊出兩支3分砲，締造個人單場新高的8分打點。6月21日，葛蘭多成為道奇繼1955年的Roy Campanella後，第一位單場擊出雙響砲加上觸擊安打的捕手。該年他也順利入選生涯首次明星賽。下半季他因為肩膀傷勢而影響他的打擊，他整個9月只擊出3支安打。該年他的打擊率為2成34，16轟47分打點。在球季末動了肩膀的關節鏡手術，而為避免薪資仲裁，他與道奇隊簽下1年280萬美元的合約。

#### 2016年
7月8日，葛蘭多單場5個打數5支安打，而且有3支全壘打。他是繼1949年的Walker Cooper和2004年的維克多·馬丁內斯後，第三位達成此紀錄的捕手。他是道奇史上第三位達成單場3轟的捕手(前2為分別為麥克·皮耶薩和Roy Campanella)。他一整季都健康出賽，打擊率2成28，單季擊出生涯新高的27轟與72分打點。球季結束後，他與球隊簽下1年550萬美元的合約。

#### 2017年
4月3日，葛蘭多再一次以左打和右打各擊出一發全壘打，而且還是面對前東家教士。該年他出賽129場比賽，打擊率2成47，22轟。該年16次捕逸是大聯盟最多。他主要以右打的身分上場，與左打捕手Austin Barnes搭配。而該年季後賽，道奇隊的主戰捕手是Barnes，葛蘭多只先發了兩場比賽。他在季後賽8個打數沒有擊出任何安打，選到了3次保送。該年球季結束後，他與球隊簽下1年790萬美元的合約。這是道奇捕手史上第二大約，僅次於1998年麥克·皮耶薩的800萬美元合約。

#### 2018年
該年他出賽140場比賽，打擊率2成41，24轟68分打點。不過他在季後賽還是無法提供球隊幫助，所以他在國聯冠軍賽和世界大賽還是被Barnes取代先發位置。球季結束後，他與球隊簽下1790萬美元的延長合約。

### 密爾瓦基釀酒人
2019年1月14日，他與釀酒人隊簽下1年1825萬美元的合約，這項合約包含2020年的共同選擇權。該年他的打擊率2成46，28轟77分打點。他的保送率17.2%為大聯盟最高。

### 芝加哥白襪
2019年11月21日，葛蘭多與白襪隊簽下4年7,300萬美元的合約。

### 匹茲堡海盜
2024年2月14日，葛蘭多與海盜簽下一年合約。

## 個人生活
葛蘭多的妻子是一名護士。他們的大兒子Ryker在2017年世界大賽期間出生，而他們還有一個女兒Alaynah。

## 外部連結
- 球員資訊和成績在MLB ，ESPN ，Retrosheet ，Baseball Reference ，Baseball Reference (Minors) ，Fangraphs ，The Baseball Cube （英文）
- 亞斯曼尼·葛蘭多的X（前Twitter）